# Samuel Bayer
Pour les articles homonymes, voir Bayer.
Samuel Bayer, né le 17 février 1965 à Syracuse, est un réalisateur américain de cinéma, de clips musicaux et de spots publicitaires.

## Biographie
Samuel Bayer sort diplômé de la School of Visual Arts de New York en 1987. Il s'oriente d'abord vers la peinture mais sa carrière ne décolle pas et il part pour Los Angeles en 1991 pour passer à la réalisation. Venu proposer un court-métrage expérimental à Geffen Records, il est chargé par le label de réaliser le clip de Smells Like Teen Spirit pour le groupe Nirvana.
C'est le début d'une carrière prolifique dans la réalisation de clips musicaux au cours de laquelle il dirige notamment ceux de Wasting Love d'Iron Maiden (1992), Gotta Get Away de The Offspring (1994), Zombie et Ode to My Family des Cranberries (1994 et 1995), Stupid Girl de Garbage (1996), Until It Sleeps de Metallica (1996), Tones of Home de Blind Melon, tous les singles de l'album American Idiot de Green Day (2004 et 2005), Welcome to the Black Parade et Famous Last Words de My Chemical Romance (2006), What Goes Around... Comes Around de Justin Timberlake (2007) et Payphone et Animals de Maroon 5 (2012 et 2014). Il a également réalisé le concert du DVD Bullet in a Bible en 2005.
Il remporte plusieurs récompenses aux MTV Video Music Awards, notamment celles de la meilleure réalisation pour Boulevard of Broken Dreams en 2005 et What Goes Around… Comes Around en 2007.
En parallèle, il réalise également de nombreux spots publicitaires, se révélant avec le spot If You Let Me Play pour Nike en 1995. Son spot pour Chrysler en 2011 a remporté le prix de la meilleure réalisation au Festival international de la publicité de Cannes et l'Emmy Award de la meilleure publicité.
En 2010, il fait ses débuts en tant que réalisateur au cinéma après avoir été choisi par le producteur Michael Bay pour diriger Freddy : Les Griffes de la nuit, remake du célèbre film d'horreur des années 1980.
En 2017, il réalise le film de science-fiction Utopia, avec Jensen Ackles et Sophie Turner pour Lionsgate. Parmi ses futurs projets on compte : un remake du film britannique 28 jours plus tard, l'adaptation de la bande dessinée franco-belge Blake et Mortimer, et une nouvelle adaptation du roman Alex Rider à la télévision pour la BBC.

## Filmographie
- 2010 : Freddy : Les Griffes de la nuit
- 2017 : Utopia